# منظمة العواصم والمدن الإسلامية
منظمة العواصم والمدن الإسلامية منظمة دولية غير حكومية وغير ربحية، أنشـئت عام 1400هـ الموافق 1980 م كمنظمة منتمية لمنظمة التعاون الإسلامي، تقبل في عضويتها العواصم في الأقطار الإسلامية والمدن في العالم أجمع، ويقع مقرها في مكة بالسعودية، والمنظمة ليس لها أي نشاط أو ارتباط سياسي ولا تتدخل في شئون أية دولة وتتركز أنشطتها في تحقيق أهدافها التي تقع ضمن إطار التنمية المتواصلة للمستوطنات البشرية.
تضم المنظمة في عضويتها 141 عاصمة ومدينة كأعضاء عاملين من 54 دولة عضو في منظمة المؤتمر الإسلامي من أربع قارات هي آسيا وأفريقيا وأوروبا وأمريكا الجنوبية، كما تضم في عضويتها ثمانية مدن أعضاء مراقبين من ست دول ليست أعضاء في منظمة المؤتمر الإسلامي وأربعة عشرة عضوا مشاركا من الوزارات والهيئات والجامعات ومراكز البحوث من الأقطار الإسلامية ذات الصلة بأنشطة وأهداف المنظمة، وتعتمد المنظمة استخدام اللغة العربية والإنجليزية والفرنسية في أعمالها.
وتتكون الموارد المالية للمنظمة من اشتراكات الأعضاء السنوية وهبات الأعضاء والأفراد والهيئات والبلديات والحكومات وعائدات استثمارات المنظمة.